# ده ديناري (مقاطعة فيروزآباد)
ده ديناري (بالإنجليزية: Mazraeh-ye Deh-e Dinari)‏ هي human-geographic territorial entity تقع في فارس في إيران.